# Campolongo (Pontevedra)
Pour les articles homonymes, voir Campolongo.
Campolongo est un quartier de la ville de Pontevedra (Espagne). Il a une fonction résidentielle, administrative, scolaire et commerciale.

## Géographie
Le quartier Campolongo est situé dans le sud et sud-ouest de la ville de Pontevedra. Il est limité au nord par l'avenue Augusto García Sanchez et la rivière Gafos, au sud par la PO-10, à l'est par la rue Alcalde Hevia et à l'ouest par la rue Rosalía de Castro. La partie nord du quartier a de nombreux espaces verts et se trouve actuellement dans le centre-ville. Le quartier est traversé par la rivière Gafos.

## Histoire
Jusqu'aux années 1950, le Pazo Campolongo, situé dans la rue Iglesias Vilarelle était entouré de grands champs, qui ont été à l'origine du nom du quartier (Campolongo = Long Champ). Puis dans les années 1960 Francisco Franco a ordonné qu'il soit transféré pierre par pierre à la Casa de Campo (Madrid).
Dans les années 1950, le quartier abritait la gare ferroviaire de la ville, où se trouve aujourd'hui la Place de Galice, et la plage de voies ferrées occupait l'actuelle Avenue Augusto García Sánchez. L'ancienne gare a été en service jusqu'au 3 juillet 1966. À la fin des années 1960, cette gare a été démantelée et relocalisée dans le quartier Gorgullón. Les nouveaux immeubles militaires de Pontevedra, conçus en 1965 par l'architecte Xosé Bar Boo, ont été construits dans ce quartier entre 1966 et 1969,,,.
En août 1960, le département de l'urbanisme du Ministère du Logement a décidé à Madrid de confier une étude pour la phase préliminaire du dit Polígono de Campolongo (Zone d'aménagement du territoire Campolongo) aux architectes Julio Cano Lasso, Fernando Moreno Barberá et Juan Gómez González. Campolongo, avec 132 000 mètres carrés à côté du centre-ville, était l'espace idéal pour l'expansion de la ville. L'annonce officielle de l'approbation du Polígono de Campolongo a eu lieu le 22 décembre 1961.
En octobre 1968, le plan a été mis à la disposition du public pendant un mois à l'Office provincial du Logement et dans les mois suivants, l'aménagement du terrain a commencé grâce au Plan National du Logement.
Plus tard, en 1970, la rivière Gafos a été canalisée et un grand espace de promenade a été créé au-dessus en décembre 1970. En 1971, le directeur général du logement, Martín Eyries Valmaseda, a visité le quartier Campolongo, accompagné des premières autorités provinciales et du maire Augusto García Sánchez. En 1972 l'école d'éducation primaire Campolongo a été construite. En 1975, la mairie de Pontevedra a réceptionné officiellement du directeur général de l'Institut national du logement, Ramón Andrada Pfeiffer, l'achèvement de l'urbanisation du quartier. En 1976, 1977 et les années suivantes, de nombreux bâtiments de l'avenue Augusto García Sánchez ont été construits. On a aussi aménagé un parc central et en 1979 la construction de l'église Saint-Joseph a commencé. Elle a été inaugurée le 23 octobre 1983.
En 1996, le conseil municipal a procédé à l'abattage des eucalyptus à Campolongo tout près de l'actuelle avenue María Victoria Moreno et y a créé un nouveau parc sur le terrain où ils se trouvaient,.
L'ancienne caserne d'artillerie a été démolie en 2005 (le terrain pour la construire avait été exproprié en 1924 dans ce but). À sa place on a bâti la Cité administrative de Pontevedra inaugurée en 2008, qui abrite les offices provinciaux de la Junte de Galice et des Impôts et plusieurs immeubles résidentiels, en plus du nouveau centre sportif militaire et un bureau de poste.
Dans les années 2010 une moderne station météorologique est installée dans le quartier.
En 2019, un nouveau parc de jeux pour les enfants a été inauguré. Le centre sportif Campolongo, le plus important de la ville, a également été entièrement rénové par la chaîne de centres sportifs BeOne Sport and Fitness et a ouvert ses portes en 2020.
De nos jours, le sud du quartier est occupé par des lotissements pavillonnaires et des maisons individuelles. Dans le secteur résidentiel Saint-Blaise, il y a une chapelle dédiée à ce saint, construite au cours des XVIIIe et XIXe siècles. Dans les années 1990, Saint-Blaise a changé d'aspect, grâce à la construction de pavillons dans sa partie basse et à la construction d'un hypermarché  Carrefour Planet dans sa partie haute.

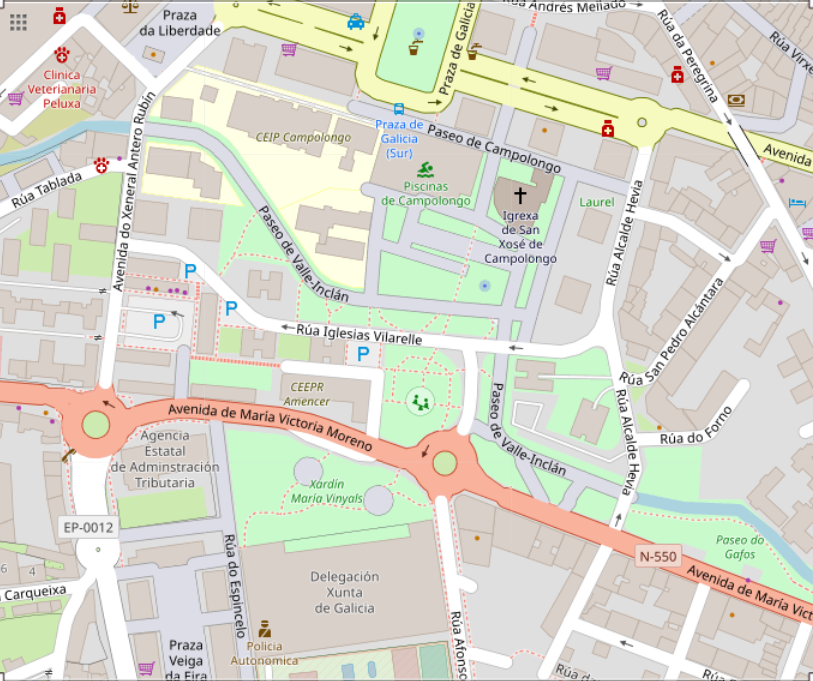
Carte de Campolongo

## Urbanisme
Campolongo est un quartier central de Pontevedra qui s'organise autour de trois places : la place de Galice (avec une fontaine au milieu et un grand abribus du côté sud), la place de la Liberté derrière le Palais de Justice (où se trouve la Statue à la Liberté) et la place de la Constitution, devant l'église Saint-Joseph où se trouve le monument à la Constitution espagnole de 1978. Campolongo est aussi ponctué par le parc de Campolongo, où se trouve une grande aire de jeux pour les enfants avec une tyrolienne et des balançoires et des toboggans, ainsi qu'une fontaine et un grenier galicien à pilotis dans deux des espaces verts et le parc María Vinyals devant la Cité Administrative provinciale de Pontevedra.
Le centre-ville est également organisé par deux axes parallèles orientés est-ouest: l'avenue Augusto García Sanchez et l'avenue María Victoria Moreno, ainsi que par deux axes parallèles orientés nord-sud: l'avenue General Antero Rubín et la rue Alcalde Hevia.

## Équipements

### Établissements scolaires
Campolongo dispose d'un patrimoine éducatif important, car le quartier abrite plusieurs établissements scolaires de la ville: 
- Le Centre de Ressources Éducatives de l'ONCE dans le sud du quartier, l'un des cinq centres éducatifs de l'ONCE en Espagne (celui du nord-ouest du pays). Le centre de ressources éducatives de la ONCE a été installé dans la ville en 1941, dans l'ancienne école, lycée et internat des Maristes, entourés du domaine La Florida[16]. L'établissement scolaire a commencé à fonctionner en tant que tel en 1943[17].
- L'École d'Éducation Primaire (CEP) Campolongo, bâtie en 1972, a commencé son activité en 1973. C'était à l'époque l'une des écoles pour enfants de 6 à 14 ans les plus innovantes de Galice[18].
- L'école maternelle Campolongo (petite, moyenne et grande section) a ouvert ses portes en 1981 et a été rebaptisée École Concepción Crespo Rivas en 1997 par la Junte de Galice[19].

### Bureaux et organismes gouvernementaux
Dans le quartier se trouvent la plupart des bureaux et organismes gouvernementaux de la ville:
- La Cité Administrative des offices provinciaux de la Junte de Galice, dans un grand bâtiment de 9 étages aux tours jumelles conçu par l'architecte Manuel Gallego Jorreto inauguré en 2008 dans la rue Maria Victoria Moreno devant le parc María Vinyals.
- L'office provincial des Impôts et du Fisc dans un nouveau bâtiment inauguré en 2010 et conçu par l'architecte Rafael Caballero Sánchez-Izquierdo.
- L'office provincial de l'Institut national de la statistique d'Espagne dans la rue Iglesias Vilarelle.
- L'office provincial du Département de la politique territoriale, travaux publics et transports de la Junte de Galice, dans la rue Alcalde Hevia.
- Le nouvel office provincial de la Direction générale de la sécurité routière et de la circulation, inaugurée le 25 octobre 2021 sur la place Eira da Veiga[20].
- Un bureau de la Poste (Correos) dans la rue Espincelo.
- Un centre sportif militaire socio-culturel du Ministère de la Défense dans la rue Espincelo disposant de 3 terrains de padel couverts, 1 court de tennis couvert, 3 piscines, un terrain multisports, une salle de sport et espace pique-nique avec 4 barbecues et 13 tables[21].

### Sports et loisirs
- Le centre sportif Campolongo, le plus important de la ville, a été entièrement rénové par la chaîne de centres sportifs BeOne Sport and Fitness.
- Le centre socio-culturel sportif militaire Campolongo.

### Autres équipements
Le quartier dispose aussi de deux parkings souterrains, le Parking Central d'une capacité de 415 places, inauguré en 1998 et le Parking Campolongo d'une capacité de 716 places inauguré en 2009.

## Fêtes et événements culturels
Le quartier célèbre les festivités de son saint patron, San José, pendant plusieurs jours aux environs du 19 mars de chaque année.

## Galerie d'images

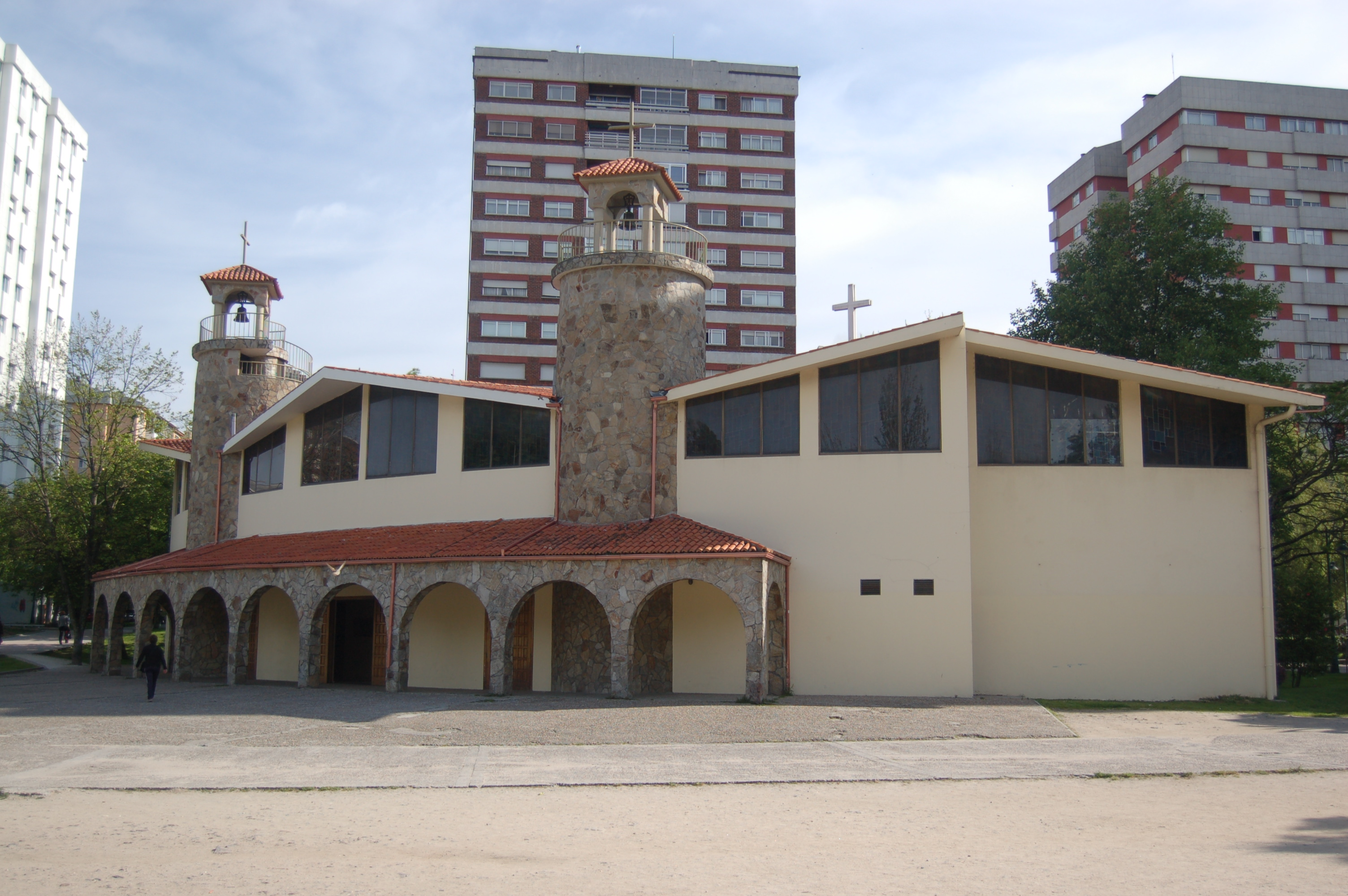
Église Saint-Joseph
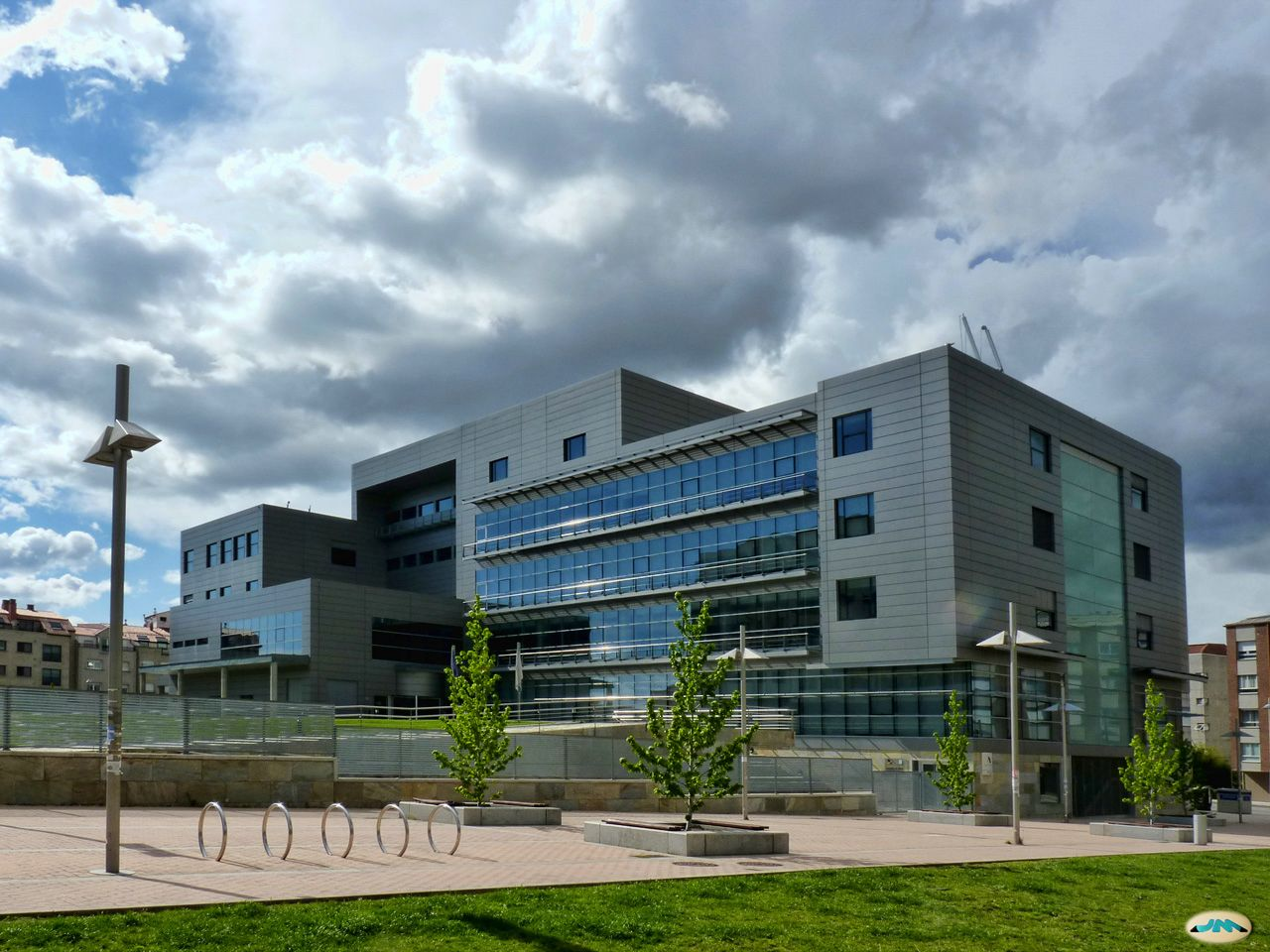
Office provincial des Impôts et du Fisc
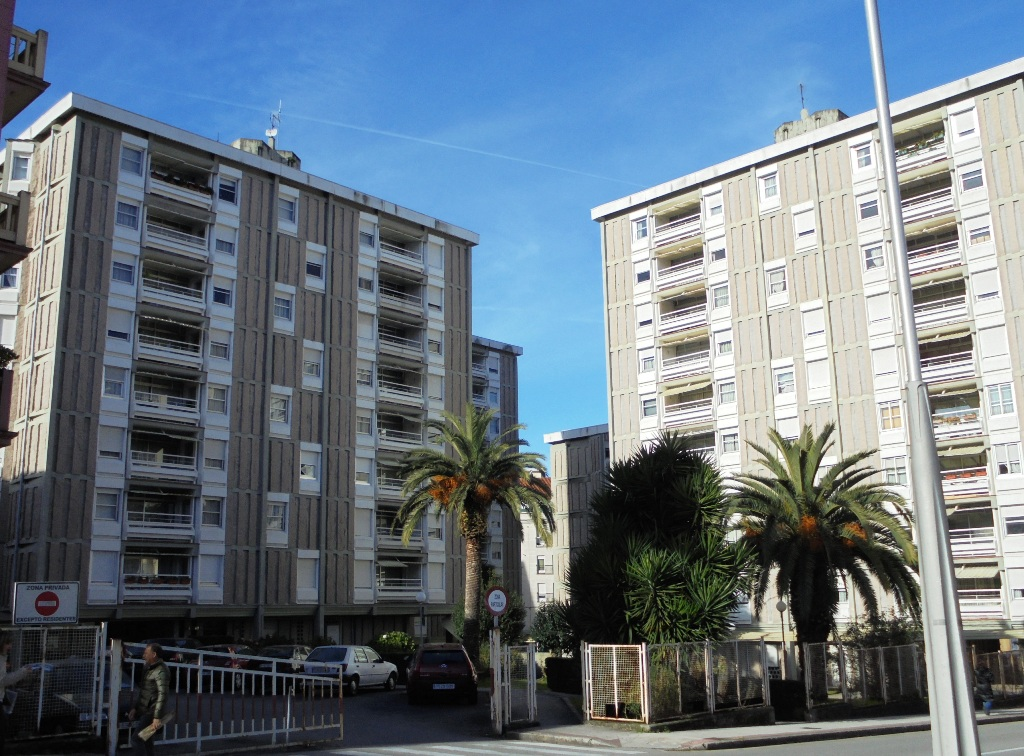
Immeubles rationalistes du Ministère de la Défense de l'architecte Xosé Bar Boo
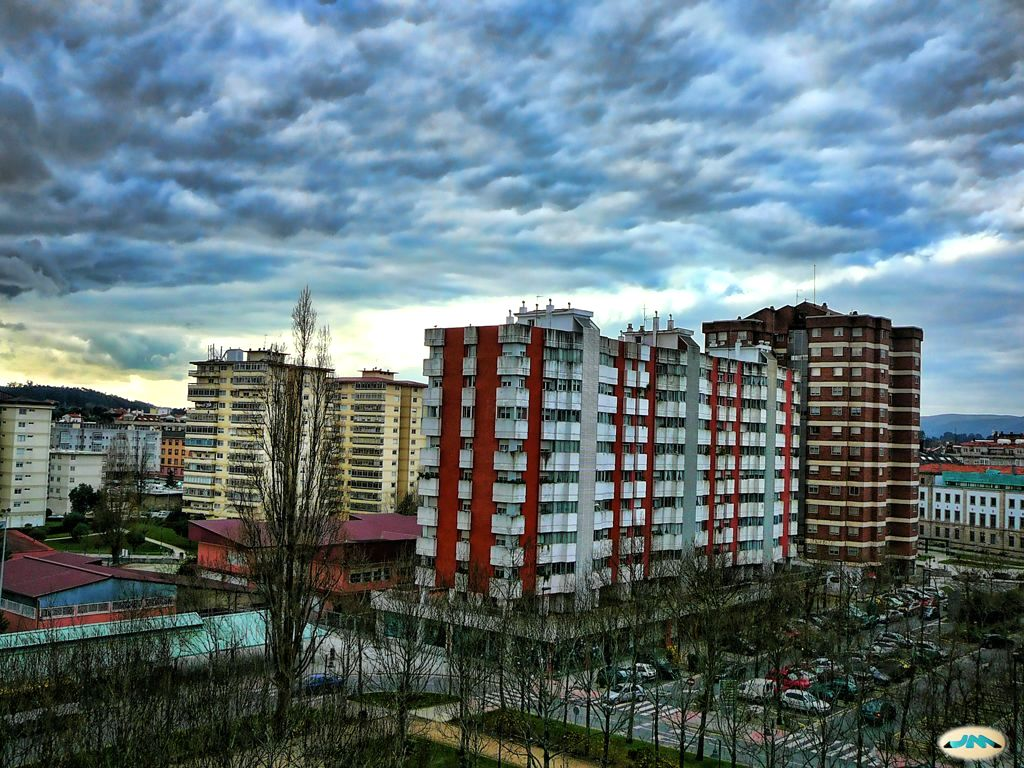
Avenue Augusto García Sánchez et Place de Galice.
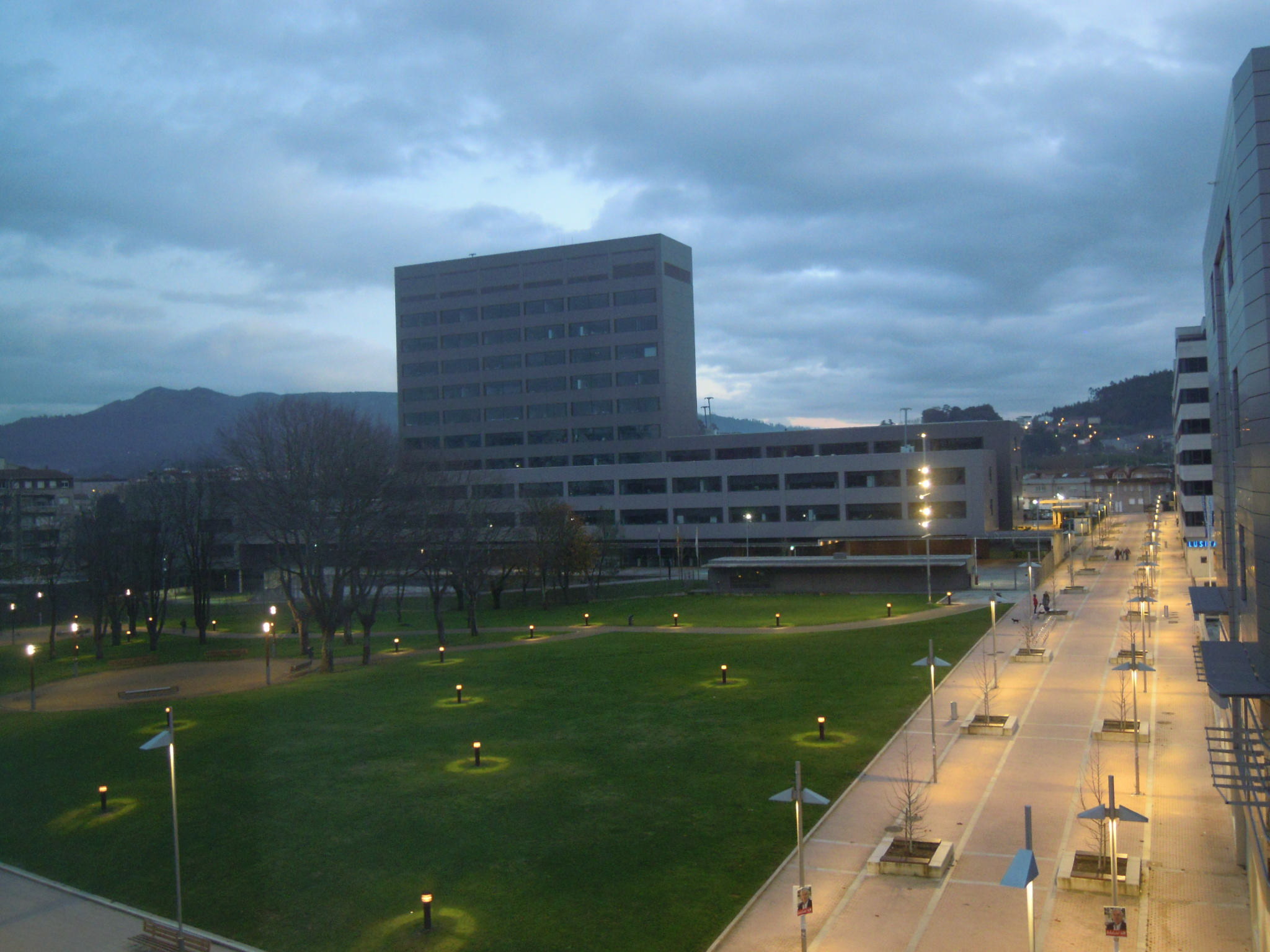
Bâtiment administratif de la Junte de Galice.
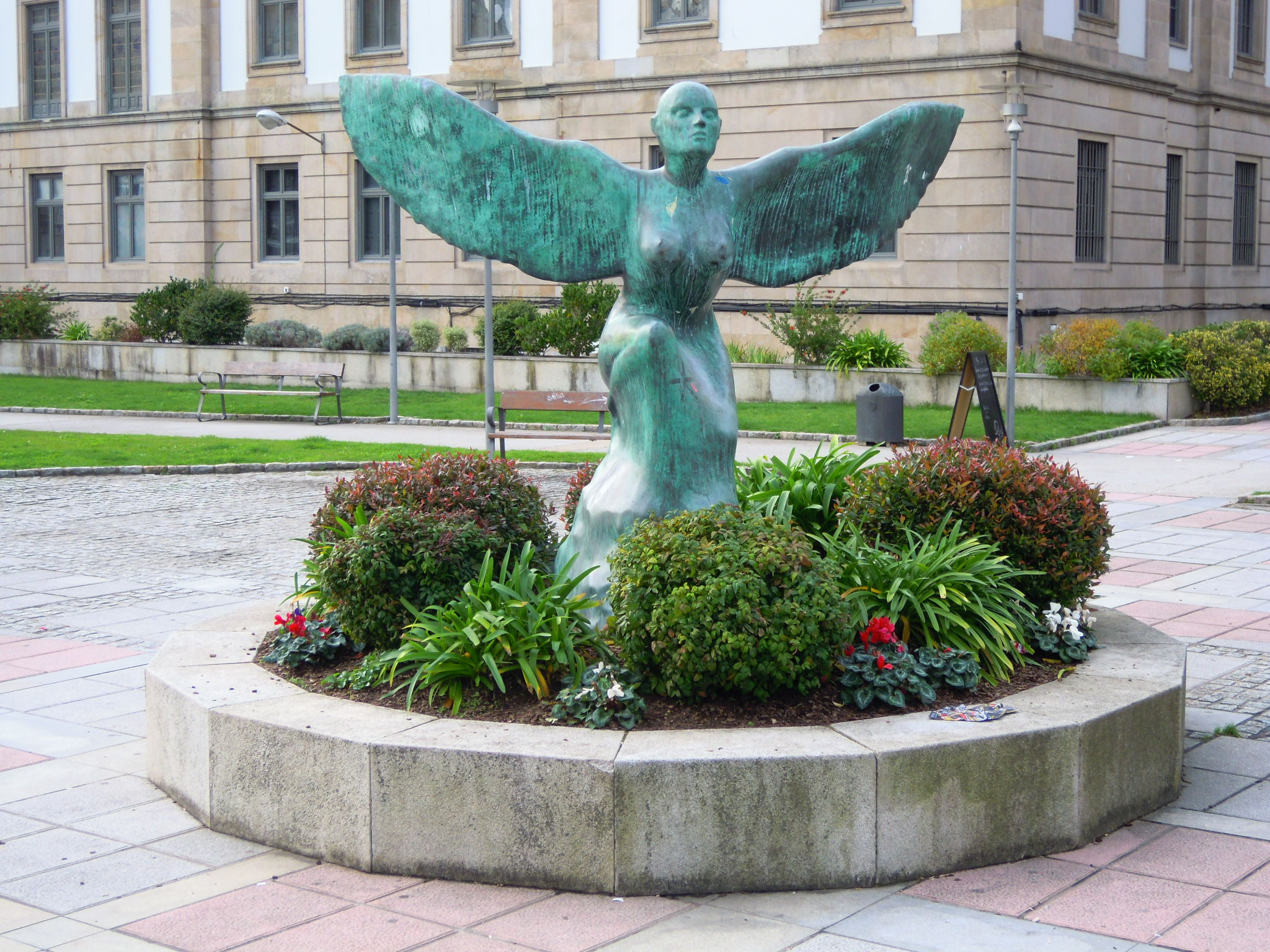
Sculpture à la liberté sur la place de la Liberté
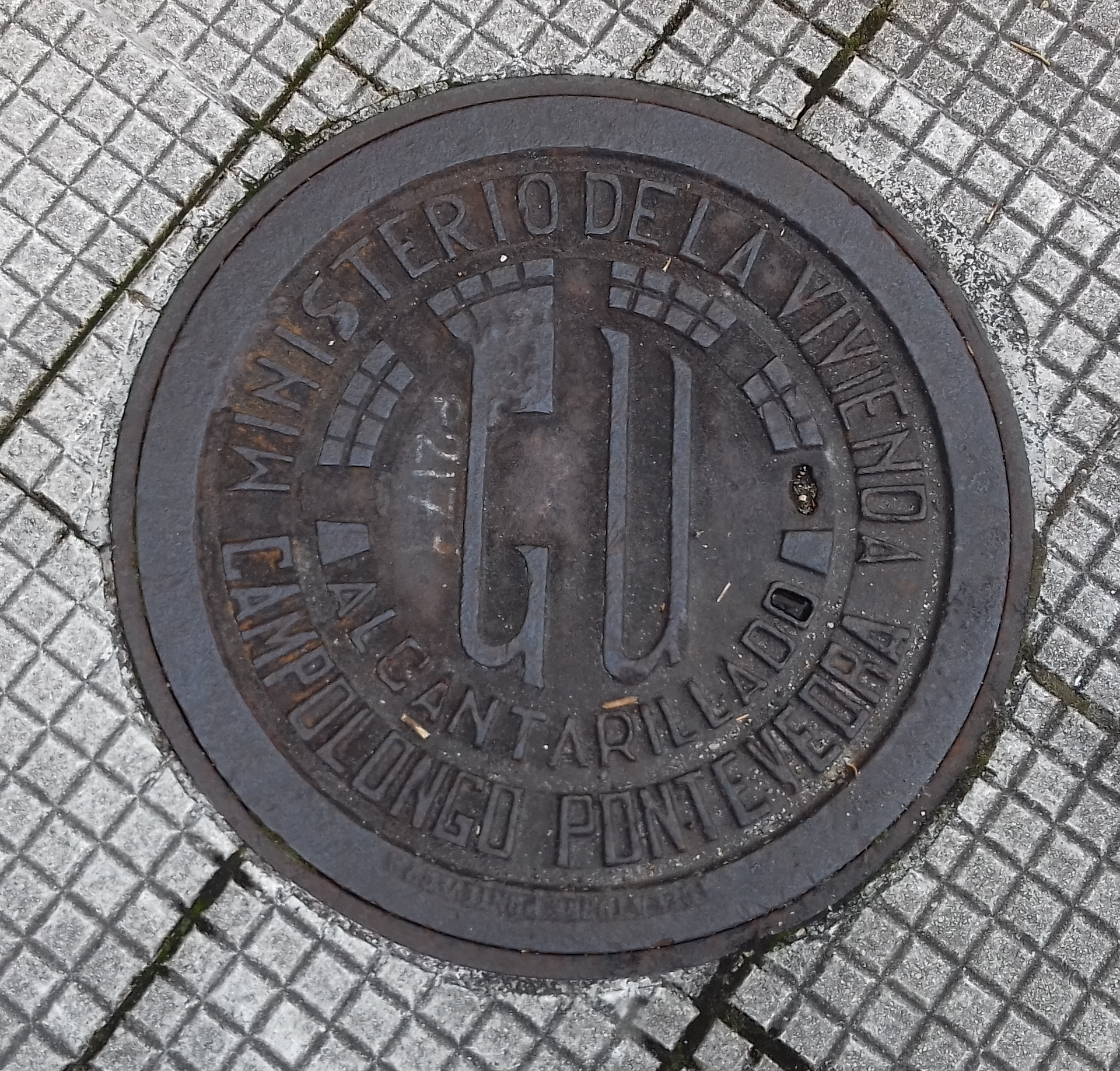
Plaque d'égout de Campolongo.
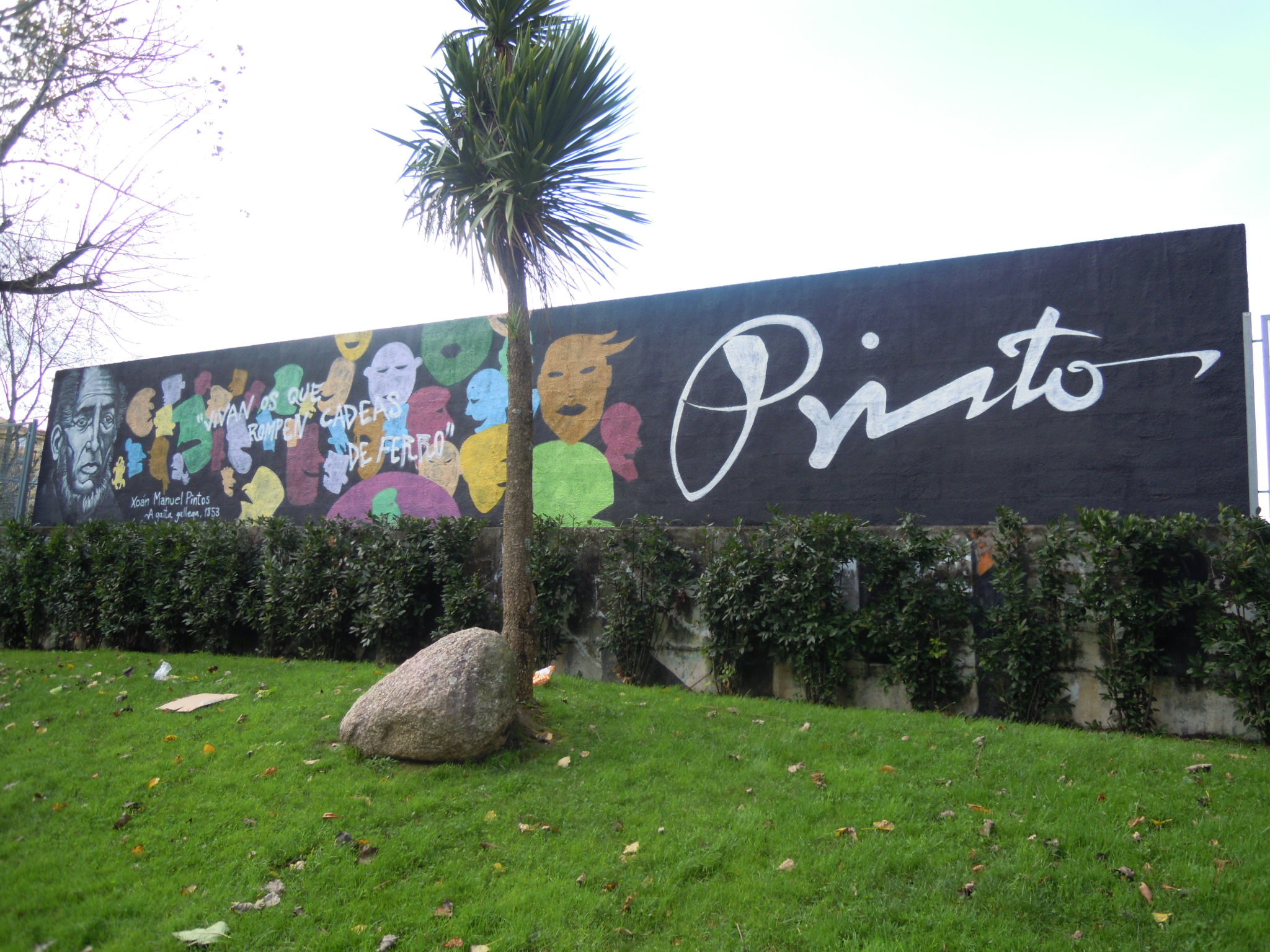
Graffiti en l'honneur de Xoán Manuel Pintos.
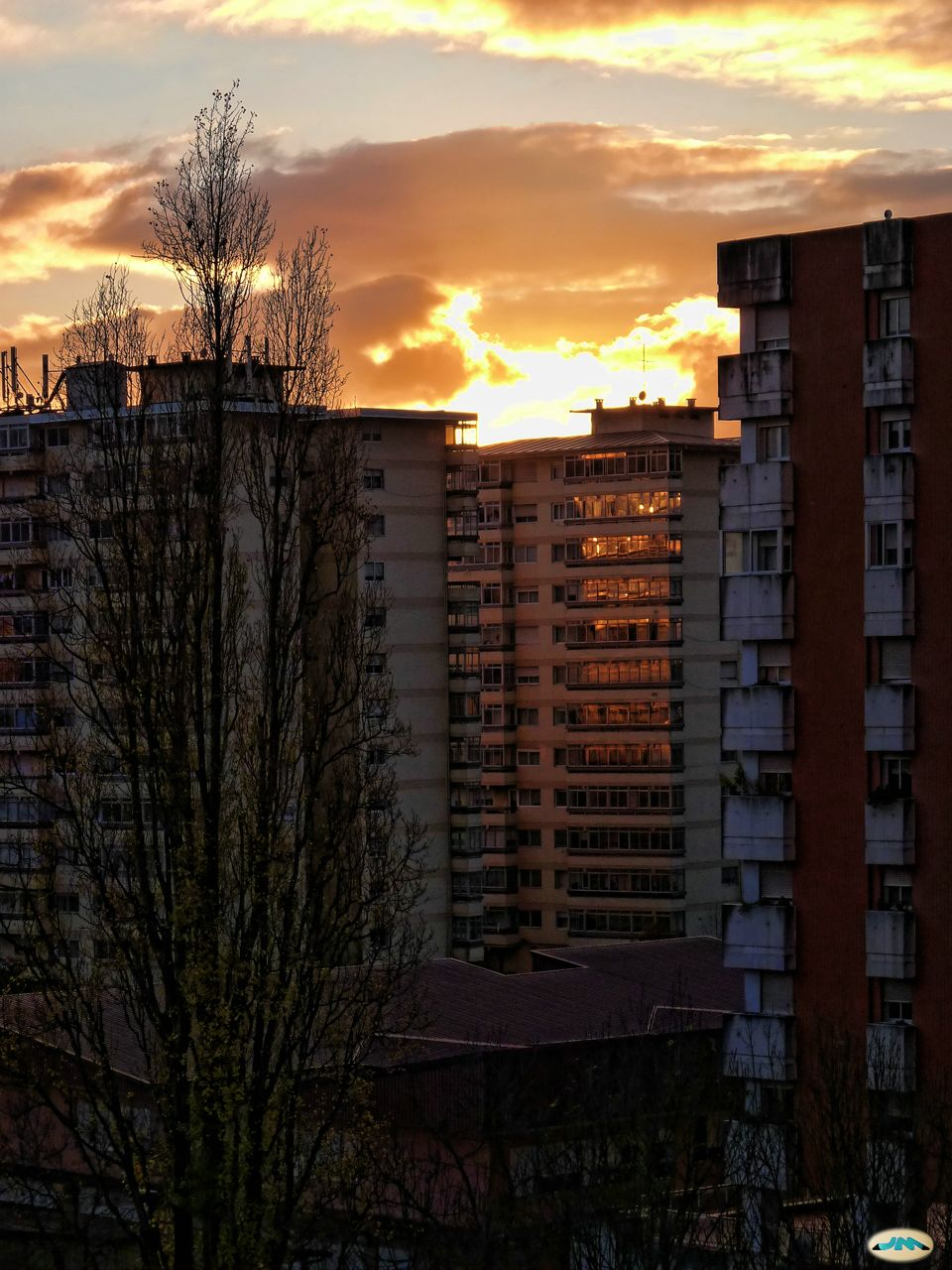
Immeubles à Campolongo
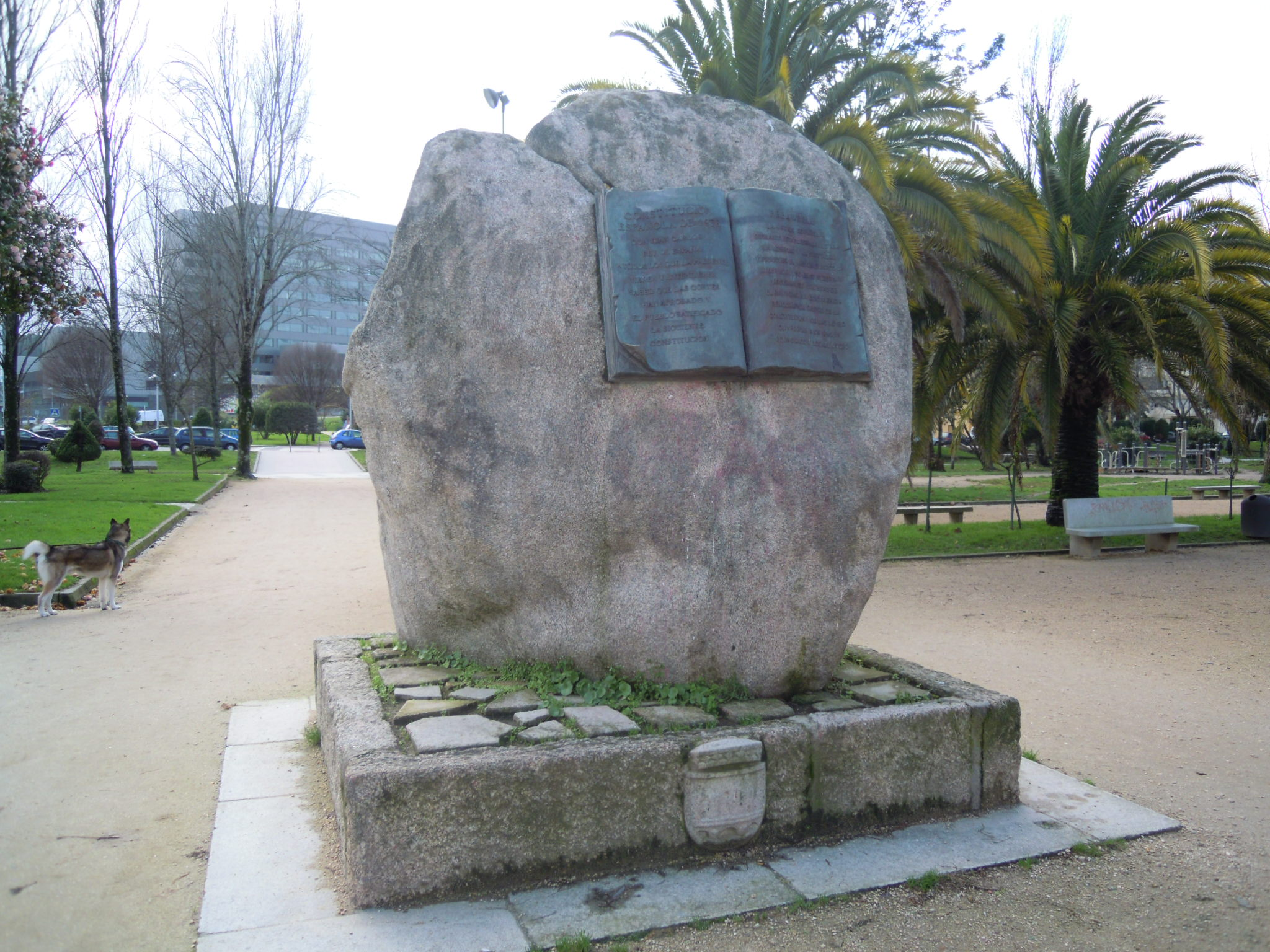
Sculpture en l'honneur de la Constitution espagnole de 1978 sur la place de la Constitution.
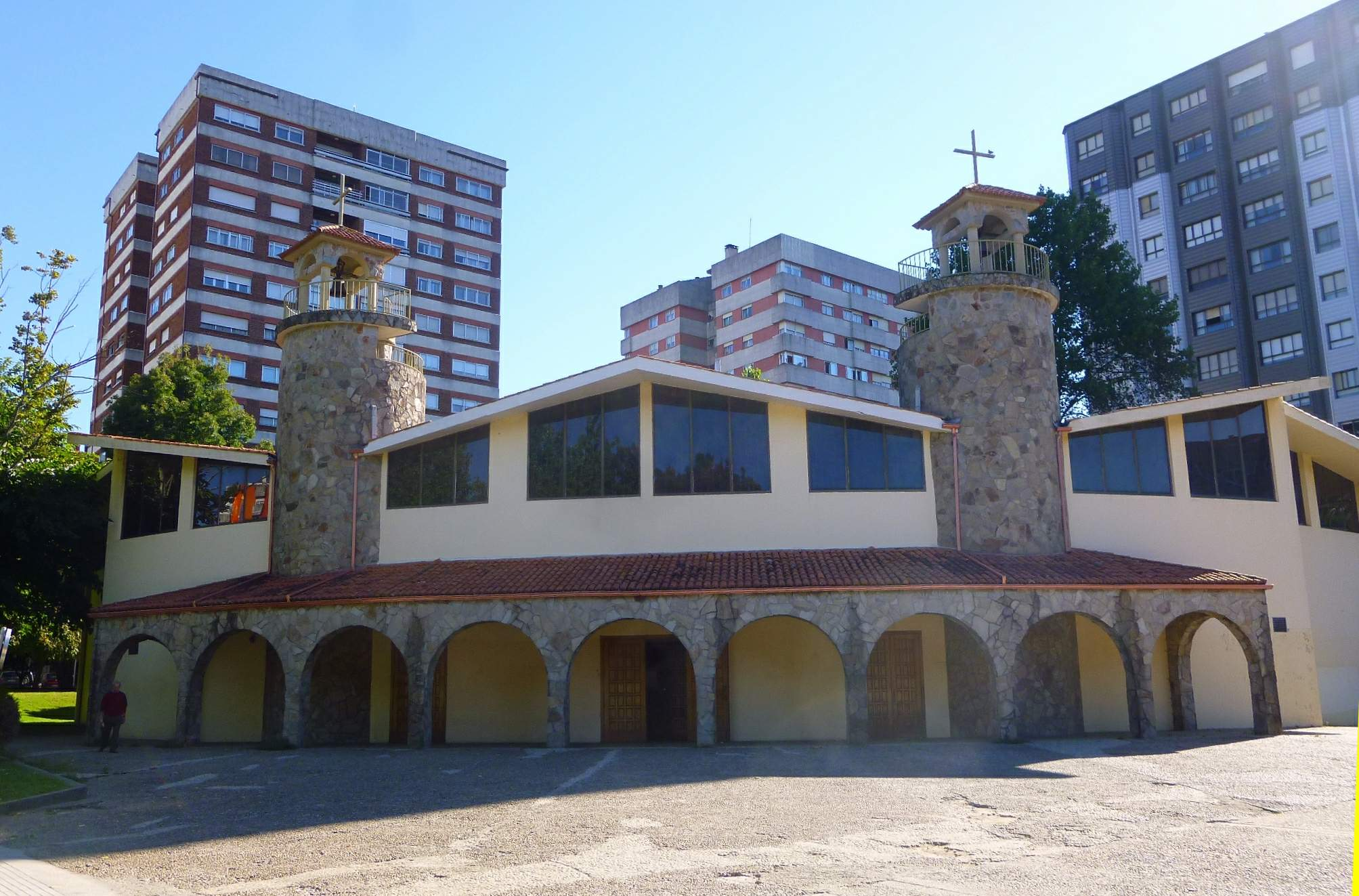
Église Saint-Joseph
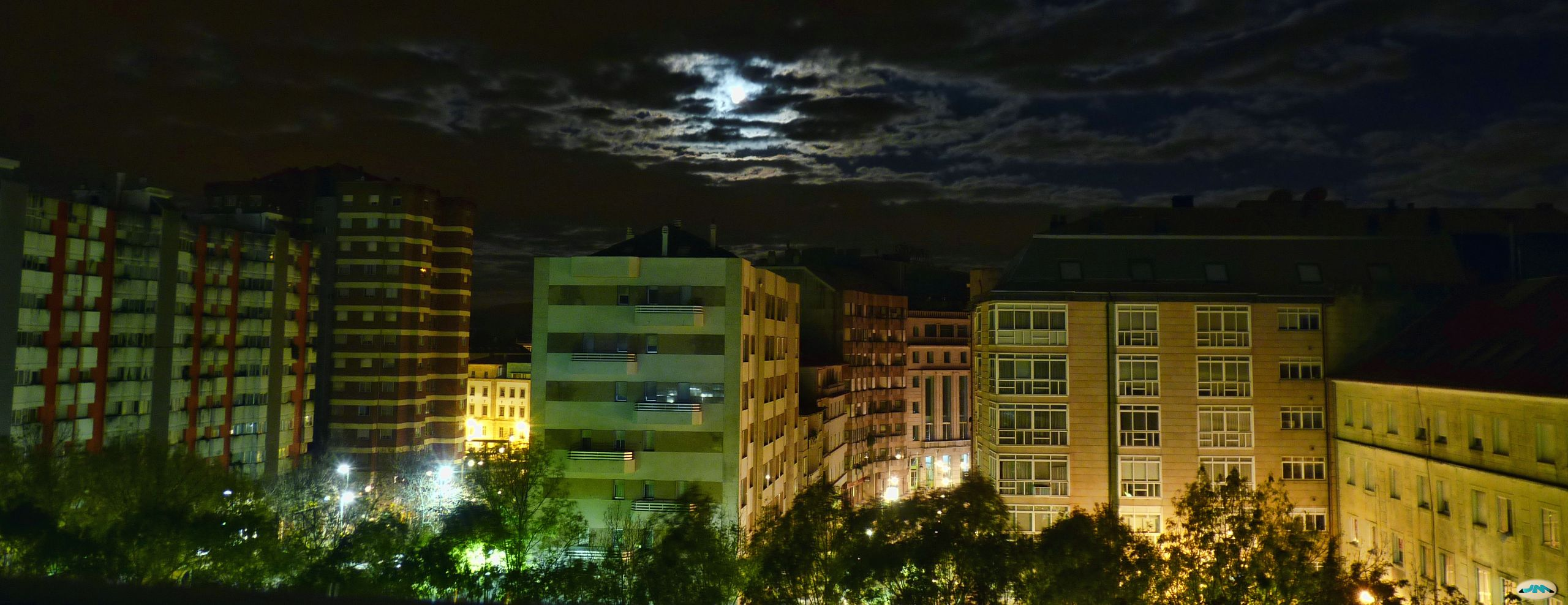
Place de Galice
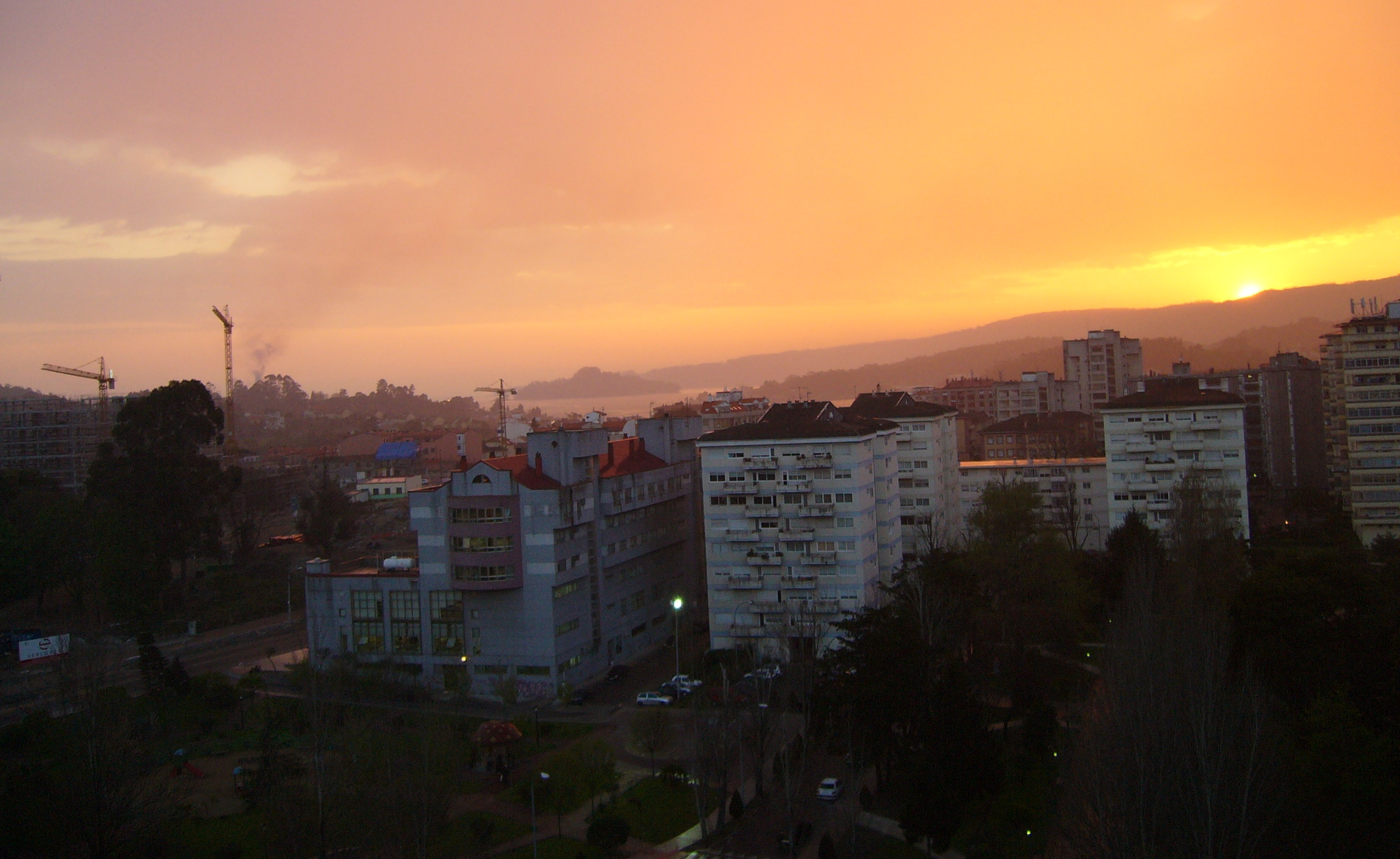
Parc de Campolongo, ria de Pontevedra et île de Tambo en arrière plan
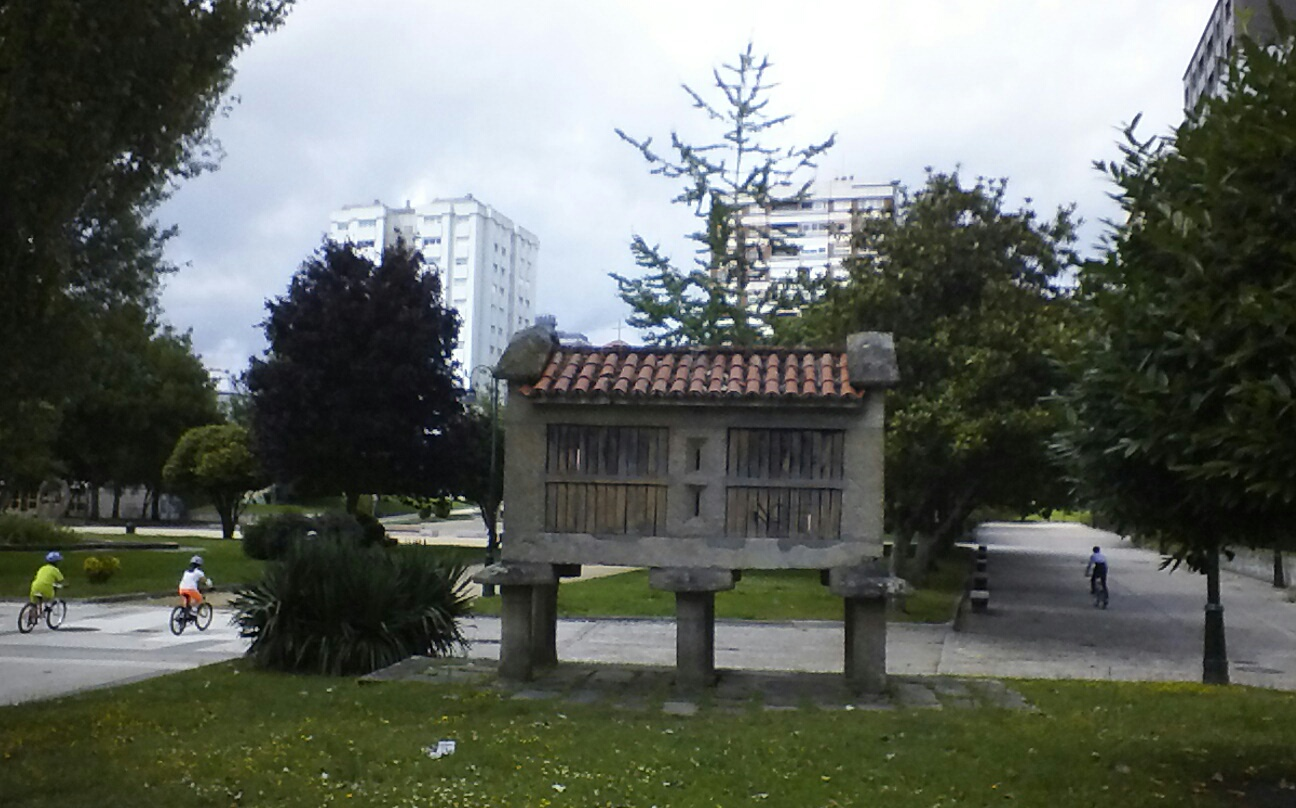
Grenier galicien sur pilotis
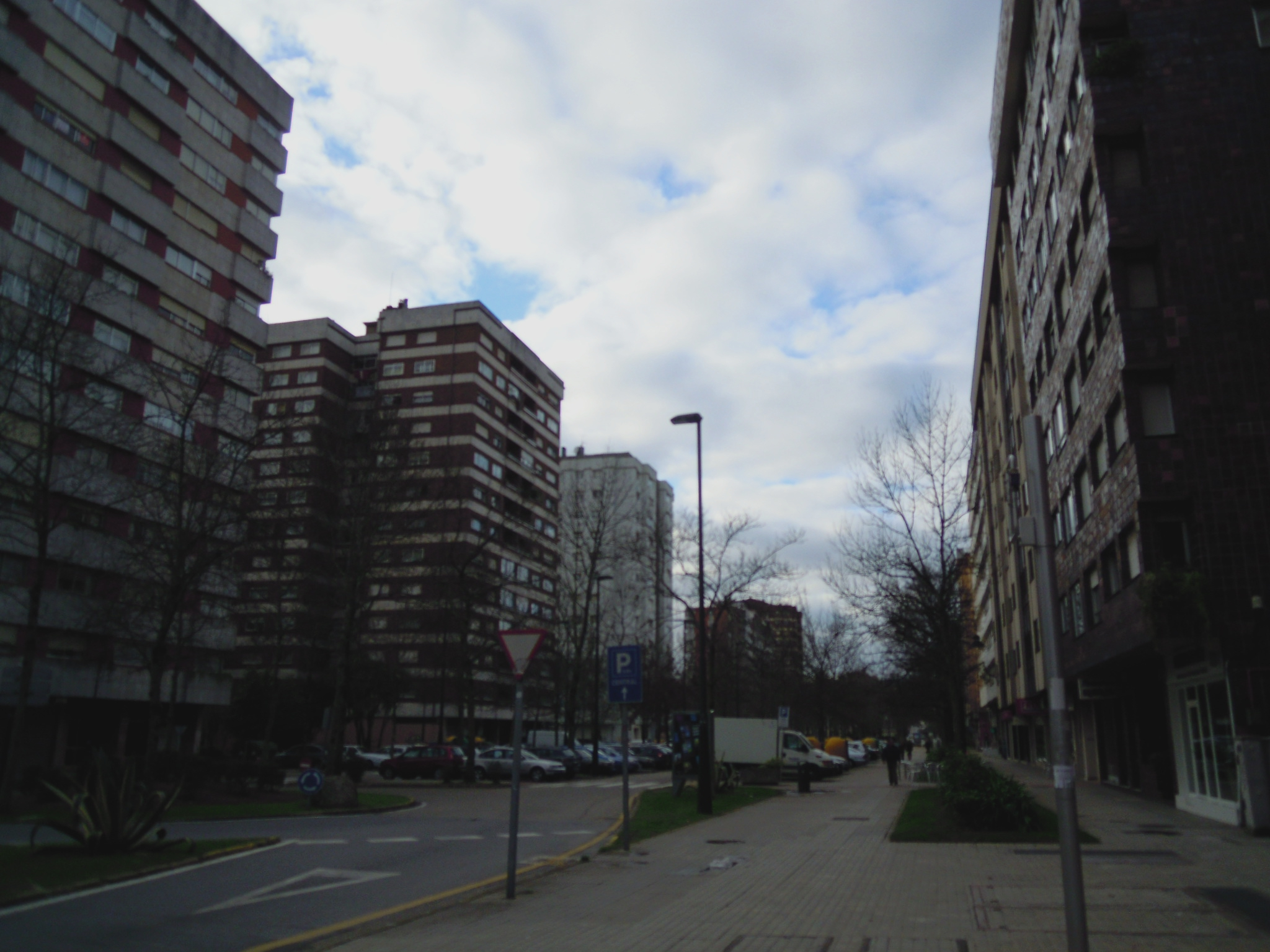
Avenue Augusto García Sánchez
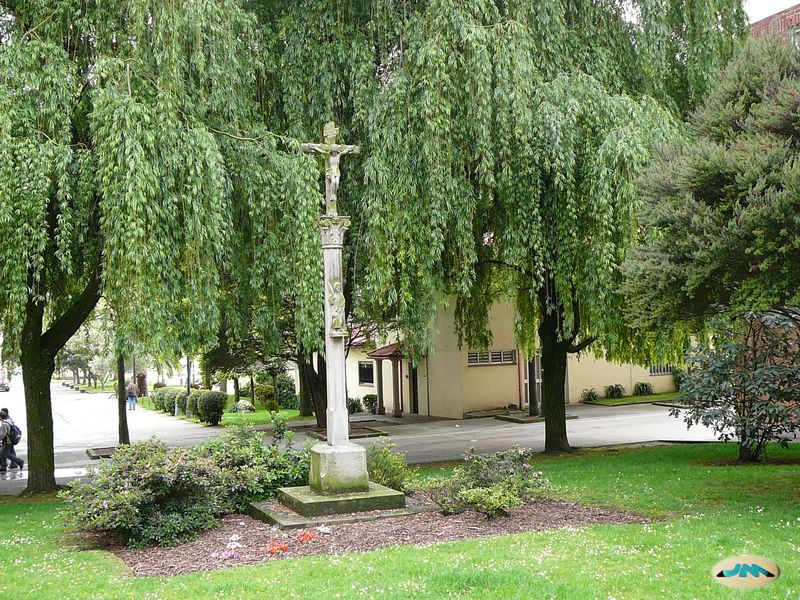
Jardin
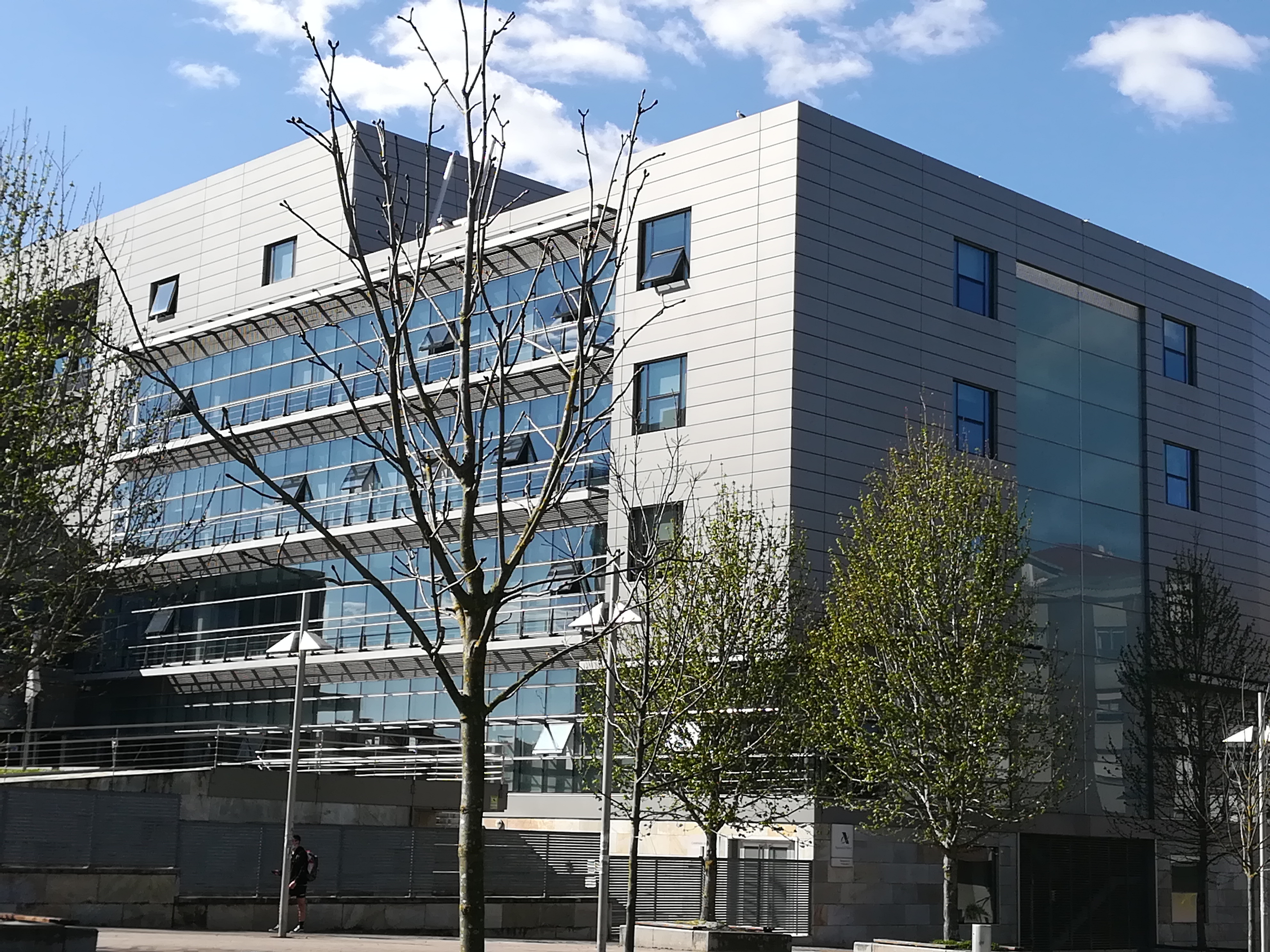
Bureau des impôts de la province de Pontevedra
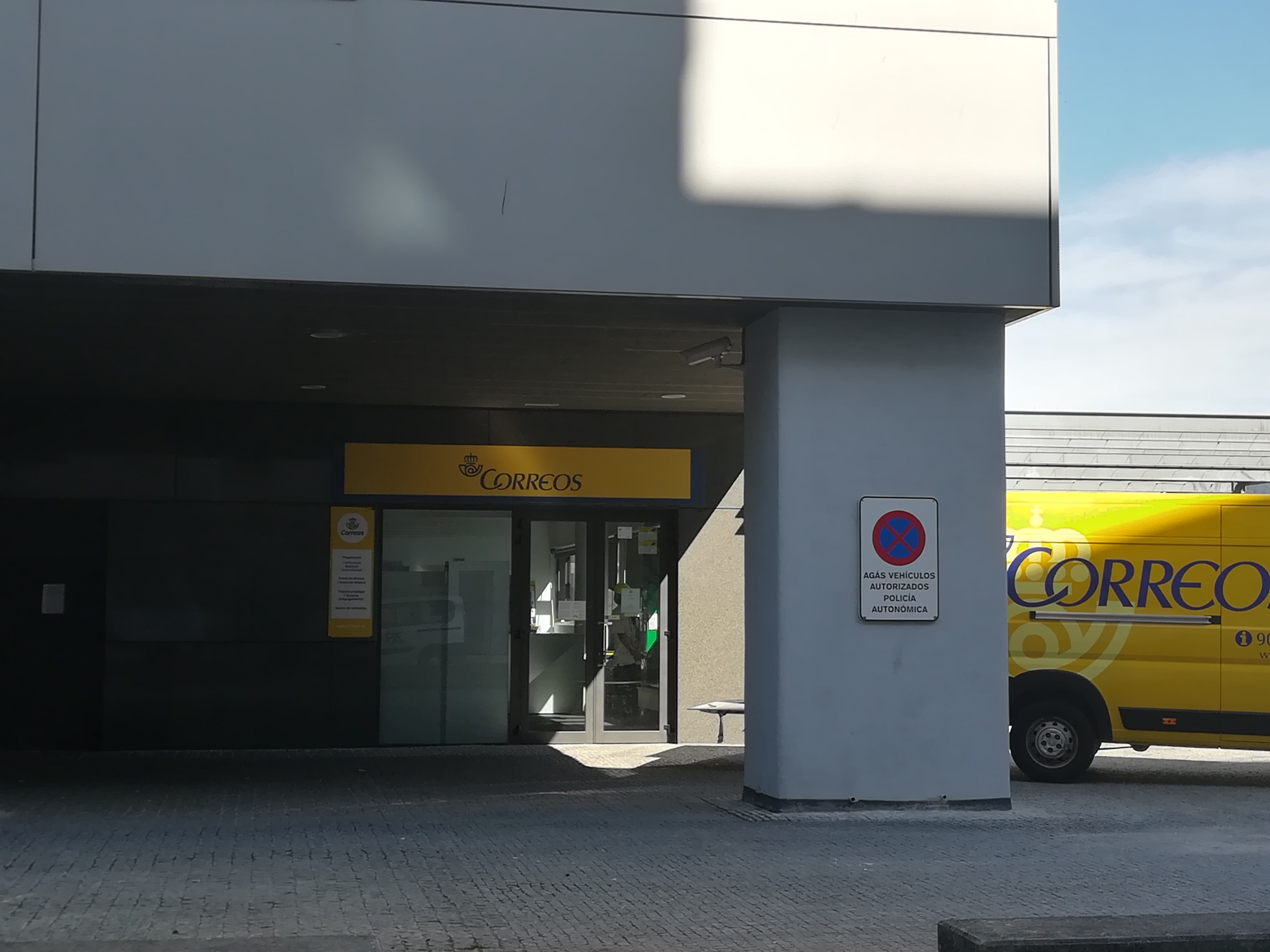
Bureau de poste de Correos dans la rue Espincelo
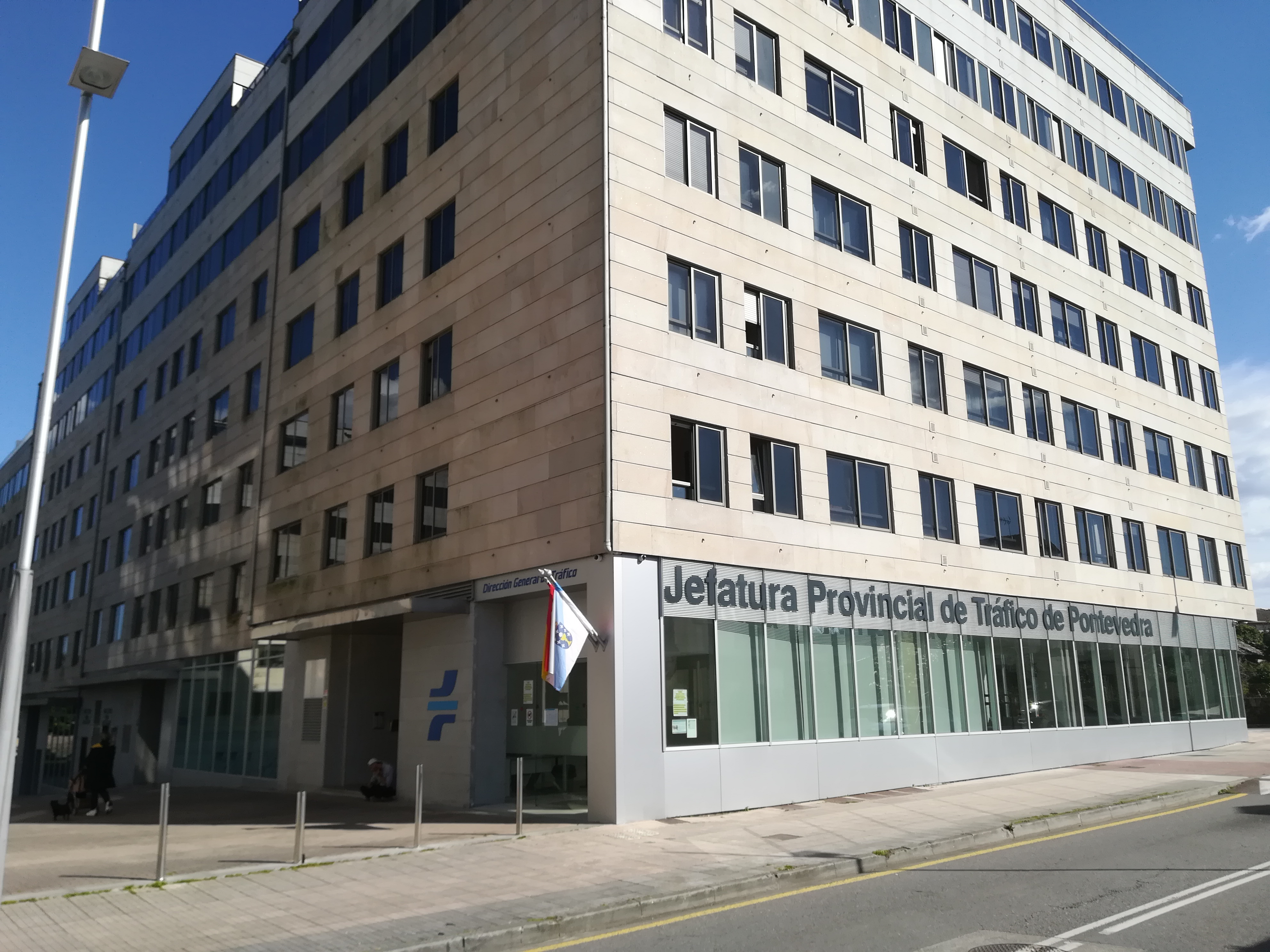
Direction provinciale de la circulation à Pontevedra
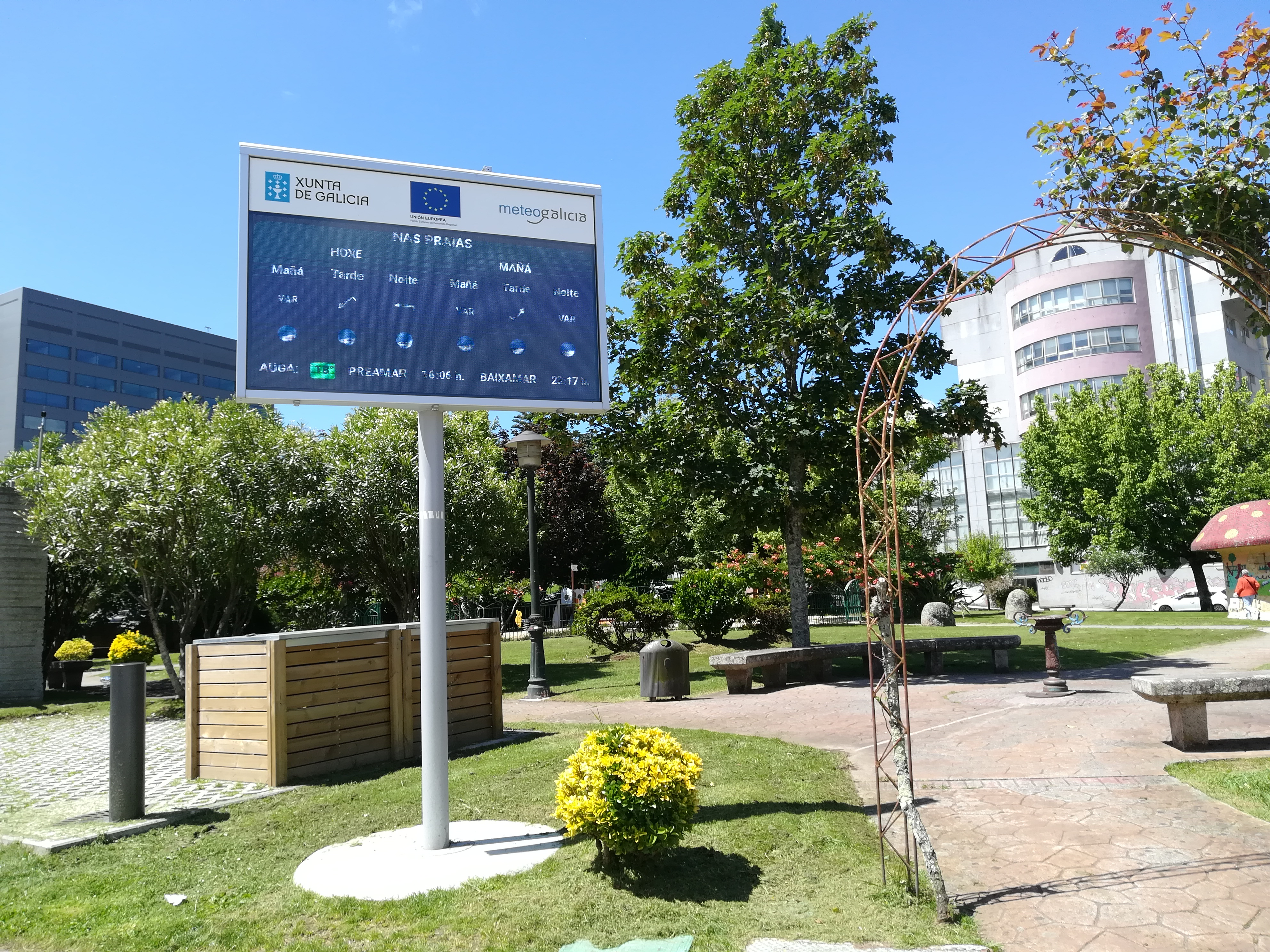
Écran de la station météorologique du quartier